# Pomasia punctaria
Pomasia punctaria là một loài bướm đêm trong họ Geometridae.